# Elecciones municipales de Huánuco de 2002
Las elecciones municipales de Huánuco de 2002 se llevó a cabo el 17 de noviembre de 2002 para elegir al alcalde y al Concejo Provincial de Huánuco para el periodo 2003-2006. La elección se celebró simultáneamente con elecciones regionales y municipales (provinciales y distritales) en todo el Perú.

## Sistema electoral
La Municipalidad Provincial de Huánuco es el órgano administrativo y de gobierno de la provincia de Huánuco. Está compuesta por el alcalde y el Concejo Provincial.
La votación del alcalde y el concejo se realiza en base al sufragio universal, que comprende a todos los ciudadanos nacionales mayores de dieciocho años, empadronados y residentes en la provincia de Huánuco y en pleno goce de sus derechos políticos, así como a los ciudadanos no nacionales residentes y empadronados en la provincia de Huánuco.
El Concejo Provincial de Huánuco está compuesto por 11 regidores elegidos por sufragio directo para un período de cuatro (4) años, en forma conjunta con la elección del alcalde (quien lo preside). La votación es por lista cerrada y bloqueada. Se asigna a la lista ganadora los escaños según el método d'Hondt o la mitad más uno, lo que más le favorezca.

## Composición del Concejo Provincial de Huánuco
La siguiente tabla muestra la composición del Concejo Provincial de Huánuco antes de las elecciones.
| Partidos | Partidos                              | Regidores |
| -------- | ------------------------------------- | --------- |
|          | Movimiento Independiente Somos Perú   | 7         |
|          | Movimiento Independiente Vamos Vecino | 3         |
|          | Lista Independiente Salvemos Huánuco  | 1         |

## Partidos y candidatos
A continuación se muestra una lista de los principales partidos y alianzas electorales que participaron en las elecciones:
| Candidatura | Candidatura | Partidos y alianzas | Candidatos | Candidatos                | Ideología                                               | Resultado previo | Resultado previo | Ref. |
| Candidatura | Candidatura | Partidos y alianzas | Candidatos | Candidatos                | Ideología                                               | Votos (%)        | Reg.             | Ref. |
| ----------- | ----------- | --- | ---------- | ------------------------- | ------------------------------------------------------- | ---------------- | ---------------- | ---- |
|             | SP          | Lista - Somos Perú (SP) |            | Augusto Noreña Llanos     | Democracia cristiana Conservadurismo social             | 35.62%           | 7                |      |
|             | AP          | Lista - Acción Popular (AP) |            | Jacinto San Martín Arcayo | Humanismo Nacionalismo cívico Reformismo                | 3.83%            | 0                |      |
|             | UPP         | Lista - Agrupación Independiente Unión por el Perú - Frente Amplio (UPP)                                                                    |            | Ciro Sánchez Ballardo     | Socioliberalismo Progresismo Socialdemocracia           | 3.66%            | 0                |      |
|             | APRA        | Lista - Partido Aprista Peruano (APRA) |            | Erasmo Fernández Sixto    | Aprismo                                                 | 2.80%            | 0                |      |
|             | PP          | Lista - Perú Posible (PP) |            | Manuel Lambruschini Pardo | Socioliberalismo Democracia liberal Tercera vía         | Nuevo            | Nuevo            |      |
|             | UN          | Lista - Unidad Nacional (UN) – Partido Popular Cristiano (PPC) – Solidaridad Nacional (SN) – Renovación Nacional (RN) – Cambio Radical (CR) |            | Guillermo Freire Laos     | Democracia cristiana Conservadurismo Neoliberalismo     | Nuevo            | Nuevo            |      |
|             | MNI         | Lista - Movimiento Nueva Izquierda (MNI) |            | Isidro Enciso Gutiérrez   | Marxismo-leninismo Mariateguismo Socialismo democrático | Nuevo            | Nuevo            |      |
|             | FD          | Lista - Fuerza Democrática (FD) |            | Félix Castro Camacho      | Reformismo                                              | Nuevo            | Nuevo            |      |
|             | MAPU        | Lista - Movimiento Amplio País Unido (MAPU)                                                                                                 |            | Jorge Alcántara Cariga    |                                                         | Nuevo            | Nuevo            |      |
|             | LxH         | Lista - Movimiento Independiente Luchemos por Huánuco (LxH)                                                                                 |            | Eduardo Miraval Templo    | Regionalismo huanuqueño                                 | Nuevo            | Nuevo            |      |
|             | MPR         | Lista - Movimiento Popular Regional (MPR)                                                                                                   |            | Juan Palacios Jiménez     | Regionalismo huanuqueño                                 | Nuevo            | Nuevo            |      |
|             | IND         | Lista - Lista Independiente N° 1 Movimiento Huánuco Unido                                                                                   |            | José Martínez Leiva       | Localismo huanuqueño                                    | Nuevo            | Nuevo            |      |
|             | IND         | Lista - Lista Independiente N° 3 Movimiento Independiente Frente Amigo Huanuqueñista                                                        |            | Valeria Fretel de Garay   | Localismo huanuqueño                                    | Nuevo            | Nuevo            |      |

## Resultados

### Sumario general
|                        |                                                                              |              |              |              |           |           |  |  |
| Partidos y coaliciones | Partidos y coaliciones                                                       | Voto popular | Voto popular | Voto popular | Regidores | Regidores |  |  |
| Partidos y coaliciones | Partidos y coaliciones                                                       | Votos        | %            | ±pp          | Total     | +/−       |  |  |
|                        | Movimiento Independiente Regional Luchemos por Huánuco (LxH)                 | 19,573       | 22.20        | Nuevo        | 7         | +7        |  |  |
|                        | Movimiento Popular Regional (MPR)                                            | 13,135       | 14.90        | Nuevo        | 1         | +1        |  |  |
|                        | Partido Aprista Peruano (APRA)                                               | 10,912       | 12.38        | +9.58        | 1         | +1        |  |  |
|                        | Acción Popular (AP)                                                          | 10,282       | 11.66        | +7.83        | 1         | +1        |  |  |
|                        | Somos Perú (SP)                                                              | 8,287        | 9.40         | –23.27       | 1         | –6        |  |  |
|                        | Unidad Nacional (UN)                                                         | 6,121        | 6.94         | Nuevo        | 0         | ±0        |  |  |
|                        | Movimiento Amplio País Unido (MAPU)                                          | 5,396        | 6.12         | Nuevo        | 0         | ±0        |  |  |
|                        | Perú Posible (PP)                                                            | 4,804        | 5.45         | Nuevo        | 0         | ±0        |  |  |
|                        | Movimiento Nueva Izquierda (MNI)                                             | 4,094        | 4.64         | Nuevo        | 0         | ±0        |  |  |
|                        | Agrupación Independiente Unión por el Perú - Frente Amplio (UPP)             | 2,187        | 2.48         | –1.18        | 0         | ±0        |  |  |
|                        | Fuerza Democrática (FD)                                                      | 2,034        | 2.31         | Nuevo        | 0         | ±0        |  |  |
|                        | Lista Independiente N° 3 Movimiento Independiente Frente Amigo Huanuqueñista | 717          | 0.81         | n/a          | 0         | ±0        |  |  |
|                        | Lista Independiente N° 1 Movimiento Huánuco Unido                            | 632          | 0.72         | n/a          | 0         | ±0        |  |  |
|                        |                                                                              |              |              |              |           |           |  |  |
| Total                  | Total                                                                        | 88,174       |              |              | 11        | ±0        |  |  |
|                        |                                                                              |              |              |              |           |           |  |  |
| Votos válidos          | Votos válidos                                                                | 88,174       | 79.74        | –11.01       |           |           |  |  |
| Votos en blanco        | Votos en blanco                                                              | 9,277        | 8.39         | +4.61        |           |           |  |  |
| Votos nulos            | Votos nulos                                                                  | 13,130       | 11.87        | +6.40        |           |           |  |  |
| Votos emitidos         | Votos emitidos                                                               | 110,581      | 79.03        | +5.53        |           |           |  |  |
| Abstenciones           | Abstenciones                                                                 | 29,349       | 20.97        | –5.53        |           |           |  |  |
| Votantes registrados   | Votantes registrados                                                         | 139,930      |              |              |           |           |  |  |
|                        |                                                                              |              |              |              |           |           |  |  |
| Fuente:                |                                                                              |              |              |              |           |           |  |  |

## Elecciones municipales distritales

### Resultados por distrito
La siguiente tabla enumera el control de los distritos de la provincia de Huánuco. El cambio de mando de una organización política se resalta del color de ese partido.
| Distrito                | Alcalde(sa) titular                                     | Partido político                                        | Partido político                                        | Alcalde(sa) electo(a)   | Partido político | Partido político            |
| ----------------------- | ------------------------------------------------------- | ------------------------------------------------------- | ------------------------------------------------------- | ----------------------- | ---------------- | --------------------------- |
| Amarilis                | Entiquio Jauni Cárdenas                                 |                                                         | Somos Perú                                              | César Martínez y Leiva  |                  | Luchemos por Huánuco        |
| Chinchao                | Juan Allpas Loyola                                      |                                                         | Salvemos Huánuco                                        | Cipriano Martínez Pérez |                  | Acción Popular              |
| Churumbamba             | Juan Cloud Jorge                                        |                                                         | Somos Perú                                              | Elber Leandro Zúñiga    |                  | Movimiento Popular Regional |
| Margos                  | Honorio Guillermo Castañeda                             |                                                         | Somos Perú                                              | Marcelino Yupa Esteban  |                  | Luchemos por Huánuco        |
| Pillco Marca            | Creación del distrito (Ley N° 27258, 5 de mayo de 2000) | Creación del distrito (Ley N° 27258, 5 de mayo de 2000) | Creación del distrito (Ley N° 27258, 5 de mayo de 2000) | Alejandro Rubina López  |                  | Renacimiento Andino         |
| Quisqui                 | Félix Acosta Gonzales                                   |                                                         | Somos Perú                                              | Noé Gabriel Jáuregui    |                  | Movimiento Popular Regional |
| San Francisco de Cayrán | Alberto Serrano Morales                                 |                                                         | Salvemos Huánuco                                        | Edwin Ramírez Díaz      |                  | Movimiento Nueva Izquierda  |
| San Pedro de Chaulán    | Sotelo Celis Ramírez                                    |                                                         | Somos Perú                                              | Edgardo Sosa Ramírez    |                  | Movimiento Popular Regional |
| Santa María del Valle   | Aydeé Salazar de Ríos                                   |                                                         | Salvemos Huánuco                                        | Aníbal Solórzano Ponce  |                  | Unidad Nacional             |
| Yarumayo                | David Gabriel Lucero                                    |                                                         | Vamos Vecino                                            | David Gabriel Lucero    |                  | Luchemos por Huánuco        |